# Lövökrog
Lövökrog är en liten nedlagd by i Hedesunda socken, Gävle kommun. Lorenz Martin bosatte sig här år 1724. Verksamheten upphörde i mitten av 1800-talet. Närmaste grannby är Stav och Främlingshem.